# Kinielskij (obwód samarski)
Kinielskij (ros. Кинельский) – osiedle w Rosji, w obwodzie samarskim, w rejonie kinielskim. W 2010 liczyło 1715 mieszkańców.